# Réflexe glabellaire
Le réflexe glabellaire est un réflexe archaïque dont la fonction est la protection des yeux chez le nouveau-né. Il est provoqué en tapotant avec un doigt de manière répétée sur la glabelle, la partie du front située entre les deux yeux. La réponse normale est un clignement des yeux. Chez l'adulte, on observe une extinction de la réponse suivant quelques clignements.
Une persistance du clignement, aussi connu comme le signe de Myerson, est anormale et indique probablement un relâchement frontal. Cette persistance est souvent vue chez les personnes souffrant de la maladie de Parkinson.